# Guilherme Rodrigues Moreira
Guilherme Rodrigues Moreira (sinh ngày 11 tháng 4 năm 1987), thường gọi Moreira, là một cầu thủ bóng đá người Brasil thi đấu cho câu lạc bộ Thái Lan STK Muangnont.

## Sự nghiệp câu lạc bộ

### Budapest Honved
Moreira có màn ra mắt ngày 27 tháng 9 năm 2008 trước Újpest FC trong trận đấu có kết quả hòa 1–1.

## Danh hiệu câu lạc bộ

### Budapest Honvéd FC
- Cúp bóng đá Hungary: 2008–09
- Á quân Siêu cúp bóng đá Hungary: 2009